# Maria Nordin
Maria Nordin, född 1980, är en svensk akvarellmålare. 

## Biografi
Maria Nordin är utbildad på Kungliga Konsthögskolan 2005–2010.
Nordin har ställt ut bland annat på Galleri Magnus Karlsson i Stockholm, Kulturens hus i Luleå och på Vandalorum. 
Hon medverkade i Frieze Art Fair London 2012 och Frieze Art Fair New York 2017 samt The Armory Show i New York 2012.
Hon fick Beckers Konstnärsstipendium 2011 och Carl-Axel Valéns kulturstipendium 2018. 
Nordin är representerad vid bland annat Moderna Museet, Göteborgs konstmuseum och Nordiska akvarellmuseet.